# おさんどん
御三どん（おさんどん）とは、家事手伝い目的で雇われている者の中でも雇主の台所を職場とする女性に対する通称、または台所仕事のこと。

## 語源
諸説あるが、一般的には江戸時代、三とは「三女」の意を指し、女性に使われることの多い名に接頭辞の「御」と人を呼ぶ際に使われる接尾辞「どん」が付いて御三どんと呼ばれるようになった。殿（どの）が上方で音変化して「どん」になった。
また、古くは、大奥の奥にある下女のいる「御三の間」にちなんでいるという説、かまどを意味する「御爨」にかけたことばだとする説などがある。

## 関連用語
- 女中
- 下女
- 御爨[1]
- 台所